# ارس دریایی
ارس دریایی (نام علمی: Juniperus maritima) نام یک گونه از سرده ارس است.